# Réhabilitation de l'habitat insalubre en France
 (décembre 2012).
Si vous disposez d'ouvrages ou d'articles de référence ou si vous connaissez des sites web de qualité traitant du thème abordé ici, merci de compléter l'article en donnant les références utiles à sa vérifiabilité et en les liant à la section « Notes et références ».

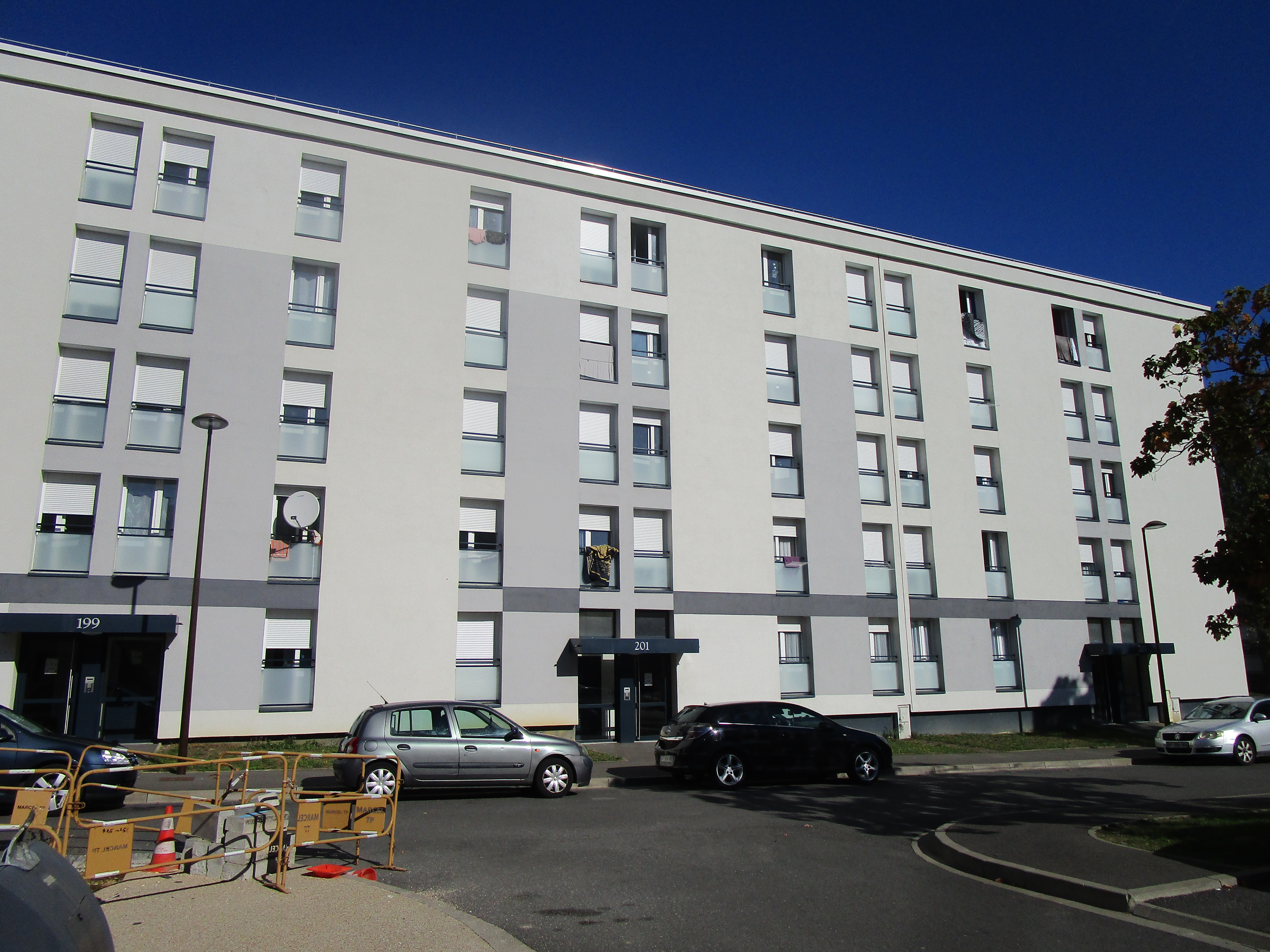
Logements sociaux réhabilités à Bourges-Nord.

En France, la réhabilitation de l'habitat insalubre correspond aux opérations urbanistiques d'aménagement du territoire ayant pour objet de réduire l’insalubrité de certains espaces urbanisés sans procéder à leur démolition.
L'emploi du terme de réhabilitation en matière d'intervention sur les ensembles urbains existants est relativement récent mais l'intérêt pour la question de l'insalubrité remonte à la fin du XVIIIe et au début du XIXe siècle avec le problème des zones marécageuses qui se développaient autour des ensembles urbains.
À la fin de la Seconde Guerre mondiale, l’habitat en France est très dégradé. Du fait de l’accroissement démographique et de l'exode rural, les besoins en logements deviennent considérables dans les villes, et les grands ensembles se développent. 
Ce n’est qu’à partir des années 1970 qu’un courant d’opinions s’est développé en faveur de la réhabilitation urbaine et en réaction à la démolition des quartiers insalubres des centres-villes.
Depuis le début des années 1980, la réhabilitation constitue en France un élément fondamental de la politique du logement dont les répercussions sont importantes au niveau urbanistique économique et social et la lutte contre les marchands de sommeil devenu un enjeu national. 

## Éléments de définition
Les termes de taudis, habitat insalubre, habitat indigne et habitat indécent sont des notions qui renvoient à une même réalité : le mauvais logement (logements surpeuplés et sans confort minimum).
L'utilisation distincte de ces terminaisons varie non seulement en fonction du domaine d'étude, mais également de la période durant laquelle il est analysé. En réalité, on assiste à une rationalisation progressive du vocabulaire qui s'est voulu beaucoup plus scientifique, influencée par les penseurs du courant hygiéniste du XIXe siècle.
L'habitation insalubre se réfère, dès la loi de 1850, aux logements « se trouvant dans des conditions de nature à porter atteinte à la vie ou à la santé de leurs habitants ». Cette loi englobe ainsi l'insalubrité inhérente à l'habitation (défaut de logement, absence de réseaux d'assainissement et d'approvisionnement en eaux, surpeuplement) et l'insalubrité extérieure et permanente (insalubrité du fait de l'espace urbain où est située l'habitation).
Néanmoins, le logement insalubre en 2012 n'est pas celui du XIXe siècle. Les critères d'insalubrité d'un logement fluctuent en fonction de l'introduction de l'idée de « confort » de l'habitat qui est une notion plus vaste et plus variable.
De l'analyse de l'habitabilité du logement en 1853absence d'eau, d'aération et de lumière) et du bâtit en 1871 (« le mauvais état des planchers, des parquets ou des carrelages, les infiltrations par les toitures, l'exiguïté des pièces habitées, l'encombrement, l'insuffisance de hauteur des plafonds, l'absence de cheminées, le défaut de tirage des tuyaux de fumée, la mauvaise installation des fosses fixes »), on est passé à celle de l'absence d'un confort minimal au sein du logement.
À titre d’exemple le règlement sanitaire de Paris de 1904 fixait à 9 m2 « la surface minimale d'une pièce habitable », ce qui reste la norme en 2012. Pour autant, la fixation d'une surface minimale n'a pas résolu le problème du surpeuplement des logements car en 1948, 45 % de la population vivait dans des logements surpeuplés.
D'autres éléments s'ajoutent à la définition du « confort rudimentaire » de l'habitat tels que le fait de disposer d'une douche ou d’une baignoire, de WC intérieurs et d'eau courante. Les chiffres de l'après Seconde Guerre mondiale sont frappants. À cette époque près de 90 % de la population ne dispose pas de salle d'eau (douche et/ou baignoire), 80 % de la population manquent également de sanitaires, 48 % d'eau courante. Ces critères subsistent jusqu'en 1970 où la proportion de logement sans salles d’eau reste importante et continue de grever le marché du logement.
Avec le renouvellement du parc de l'habitat entamé dès 1970, l'expression de logement insalubre tend à être supplantée progressivement par l'idée de dignité dans le logement. L'expression « habitat indigne », beaucoup plus fédératrice, regroupe les critères du confort minimal et englobe aussi la dimension sanitaire du logement (préservation de la santé des habitants du fait des maladies qui peuvent se développer en cas d'insalubrité du logement comme le risque d’intoxication au plomb) tout en y introduisant une forte valeur morale. 
En 2006, l'Agence nationale de l'habitat (Anah) souligne que l'insalubrité des logements touche tout le territoire français mais isole globalement trois zones géographiques où l'habitat insalubre est détecté. Ce sont des zones où la tension du marché immobilier est telle, que les populations les plus pauvres louent des taudis (en région parisienne et dans le Sud de la France), d’autres par les zones où au contraire il y a une paralysie du marché de l'immobilier du fait de la réticence des propriétaires d'investir dans des logements qui s’avéreraient non rentables) et enfin les zones rurales au sein desquelles il y a une forte présence de bâtiments anciens dont les propriétaires sont souvent pauvres et âgés.
Le parc immobilier rural est lourdement touché par l'insalubrité. Ce dernier est beaucoup plus ancien que le parc immobilier urbain. Les habitations individuelles isolées y sont plus nombreuses et la précarité des retraites y est importante.
Malgré la difficulté de détection, on estimait dénombrer en France en 2006 entre 400 000 et 600 000 logements insalubres. 4 300 000 étaient dépourvus de salle de bain, de toilettes ou de chauffage, parmi lesquels 580 000 étaient jugés très inconfortables (logements où il manquerait deux des trois éléments de confort minimal). En 2015, l'estimation est de 2,8 millions de logements insalubres en France, soit 10 % du parc de logement français présentant au moins trois défauts majeurs, tels une mauvaise isolation thermique, des infiltrations d'eau, une installation électrique dégradée ou des signes d'humidité sur les murs.
À cette difficile identification des logements dits insalubres, s'ajoute celle des différentes qualifications dont peut faire l'objet ledit logement. Ainsi, une habitation peut être qualifiée d'indécente sans pour autant relever de l'insalubrité. On distingue ainsi le logement inconfortable ou indécent du logement insalubre.
L'habitat insalubre est une notion mouvante dont l'identification est rendue délicate de par l'utilisation de termes disparates, qui tantôt renvoient à une définition technique du logement insalubre, tantôt lui attribue une dimension morale, incorporée progressivement au sein des politiques publiques de lutte contre l'insalubrité de l'habitat.

## Historique
La problématique du mal logement a toujours été présente dans les sociétés pré-industrielles du XIXe siècle. Conséquence de la révolution industrielle, la croissance démographique, l'exode rural dans les centres urbains, le développement d'un prolétariat livré aux fluctuations de l'économie de marché libérale, la pénurie de logements qui s'ensuit, parce qu'ils menacent l'ordre établi, mènent à une réflexion qui naît dans les classes supérieures, entourant le logement populaire et plus largement la ville.
La classe ouvrière importante est pauvre et son logement montre un grand dénuement. Absence d'entretien des maisons en général, pas d'eau dans le logement (au début du XXe siècle encore, il n'y a souvent qu'un poste d'eau dans la cour, elle était parfois sur le palier); L'évacuation des eaux ménagères se faisait par des cuvettes situées sur les paliers - ce qu'on appelait les « plombs » - et qui répandaient en permanence une odeur épouvantable. Les excréments tombaient dans une fosse fixe parfois en mauvais état et vidangée le moins souvent possible; l'absence d'eau courante dans les lieux d'aisance, situés aussi sur les paliers, les rendait souvent immondes, quels que soient les soins apportés pour les garder propres (Après 1900, le tout-à-l'égout sera une grande amélioration). Autre source de nuisance, les ambiances industrielles polluées dans lesquelles se trouvaient ces logements imposaient de laisser les fenêtres fermées à longueur d'année. Aux alentours de 1890, dans un faubourg ouvrier de la périphérie de Paris, le logement courant, situé la plupart du temps dans une maison basse — deux ou trois étages au maximum, souvent sur cour — était composé soit de deux pièces - une pièce principale et une cuisine - soit de trois pièces - deux pièces principales et une cuisine. Les surfaces moyennes tournaient autour de 15 m2 dans le premier cas, de 20 m2 dans le second. D'ailleurs la pièce unique, sans rien d'autre, souvent présentée comme le mode de logement universel des ouvriers parisiens, existait, mais restait minoritaire. Les garnis, c'est-à-dire des locaux garnis de meubles, formaient un secteur important puis- qu'en 1911 par exemple, il représentait plus de 11% de l'ensemble des logements parisiens, hébergeant quelque 165 000 personnes, près de 6% de la population de la capitale.
Début XIXe siècle les auteurs des topographies médicales avaient déjà été frappés par l'étiolement des habitants des grandes villes, qu'ils avaient attribué à différents facteurs environnementaux dont le manque d'air et de lumière. Puis, à partir des années 1820, à une époque où les maisons s'élevaient de plus en plus en hauteur en raison du nombre croissant des habitants et où ces mêmes maisons devenaient le domicile de plus en plus d'indigents, les médecins et ceux qui s'appelleraient plus tard les hygiénistes (comme par exemple Louis René Villermé) commencèrent à se préoccuper de la mauvaise influence des logements dits «insalubres ». La France avait été récemment frappée par la deuxième et troisième pandémie de choléra, en 1832 et en 1849 (Celle de 1832 décime près de 2,5 % de la population française). Dès 1832 les classes aisées commençaient à craindre ces soi-disant foyers d'infection des indigents, car selon les théories médicales régnantes constituant l'hygiénisme, la théorie des miasmes, l'infection de l'air était considérée comme l'un des plus dangereux facteurs de propagation du choléra, une infection résultant entre autres choses du pourrissement des immondices de toutes sortes dont les taudis des pauvres seraient rempli. La Deuxième République invente donc le logement insalubre.
En 1832 de grands noms tels que le docteur Claude Lachaise[Qui ?], corrèlent l'étroitesse des rues et l'entassement des ménages à la mortalité, tandis qu'en 1838, le docteur Pierre Adolphe Piorry souligne le besoin d'établir « des ordonnances de police pour sauver la santé du peuple et accorder des primes de l’État pour la construction de maisons ouvrières saines ». 
La première loi française sur le logement insalubre date du 13 avril 1850 et établit d'une part les premiers critères du logement insalubre (« logements qui se trouvent dans des conditions de nature à porter atteinte à la vie ou à la santé des habitants »). Cette loi reste cependant simplement et charge les conseils municipaux de définir les mesures d'assainissement des logements.
A Paris, l'application de la loi sur l’assainissement des logements du 13 avril 1850, en conférant les compétences au préfet de la Seine apparaît être au cœur d’un dispositif de rénovation urbaine. La Seconde République finissante lègue à l’administration impériale une arme efficace pour transformer la ville. Le mécanisme de l'expropriation sert les intérêts des Frères Pereire, des Mirès et enfin Georges Eugène Haussmann, l’« artiste démolisseur », comme il se nomme lui-même, qui vont conférer à Paris l’image qu'on lui connaît aujourd'hui. C'est l'univers décrit par « La Curée » de Zola.
Elsbeth Kalff a analysé l'essor de l'hygiénisme à Paris entre 1850 et 1880. Elle montre le basculement progressif d'une politique moralisante et paternaliste, initiée par la peur des épidémies de choléra, à un mécanisme d'embourgeoisement amorçant une ségrégation spatiale qui se poursuit encore aujourd'hui. Ce l'on qualifiera de « prise de conscience collective » des méfaits sanitaires de l'insalubrité du logement.
Alors que les travaux scientifiques et philanthropes se développent et se rejoignent dans l'idée qu'il faut réduire l'habitat insalubre, il faut attendre une vingtaine d'années avant que les pouvoirs publics se préoccupent de ce problème.
Malgré l’épidémie de tuberculose (« la maladie du manque d'air et de lumière »), qui frappe l'Europe en 1871, les premières lois véritablement contraignantes n'apparaissent qu'en 1894 et 1898 avec l'obligation du tout-à-l’égout et du traitement de l'eau pour les nouvelles constructions.
Une grande enquête menée par Paul Juillerat de 1894 à 1904 a mis en évidence des problèmes d'hygiène dans certains quartiers de Paris. Les spécialistes faisaient correspondre l'apparition de cas de tuberculose à la trop forte densité et en particulier à l'étroitesse des voies de circulation par rapport à la hauteur des immeubles. Le Conseil municipal du 8 mars 1906 a ainsi créé une liste de six îlots « tuberculeux » ou insalubres, qui s'étendra à dix-sept îlots après la Première Guerre mondiale.
Paradoxalement, ce sont les lois sur le lotissement qui dégradent la situation du logement en France au début du XXe siècle. La volonté de développer le logement bon marché ne semble pas s'être imprégnée de toutes les considérations sanitaires autour du logement insalubre. Les habitants de ces lotissements vivent sur des terrains qui certes leur appartiennent, mais où les équipements permettant l'accès à l'hygiène brillent par leur absence. Les habitations prennent alors la forme d'abris de fortune érigés dans la boue tandis que les propriétaires des lotissements réalisent des bénéfices exponentiels en cédant des terrains, ne se souciant pas de leur viabilité en termes de constructibilité et d'aménagement.
La statistique du recensement élaborée par Jacques Bertillon est pensée dans le cadre étroit de la loi du 13 avril 1850. La démarche de la statistique du logement, balbutiante en 1881, préfigure la démarche de la loi de 1902 sur la Santé Publique dont le règlement sanitaire de 1904 de Paris est l'application : «Article 33 : Le sol de toute pièce d'habitation aura une surface minimum de neuf mètres. Chaque pièce aura un conduit de fumée, sera éclairée, aérée sur rue ou sur cour, équipée d'une baie dont la surface sera égale à 1/6e du sol ». Cette réglementation a des effets contraignants sur la disposition des immeubles. En cela, elle préfigure le droit de l'urbanisme.
La loi Sarraut du 15 mars 1928 impose un minimum de réglementation dans le lotissement en exigeant le concours de l’État à « l'aménagement des lotissements défectueux » et endiguera ainsi la crise des « mal-lotis ».
La situation reste pour autant critique après la Seconde Guerre mondiale. La loi du 1er septembre 1948 fixe les grandes lignes d'une nouvelle politique du logement, réglementant les loyers (la recherche du loyer « juste ») cherchant à améliorer le bâti, mais fixe aussi comme objectif la relance de nouvelles constructions aux normes. Là encore, les effets de cette loi se font attendre alors que le mal logement s'accroît.

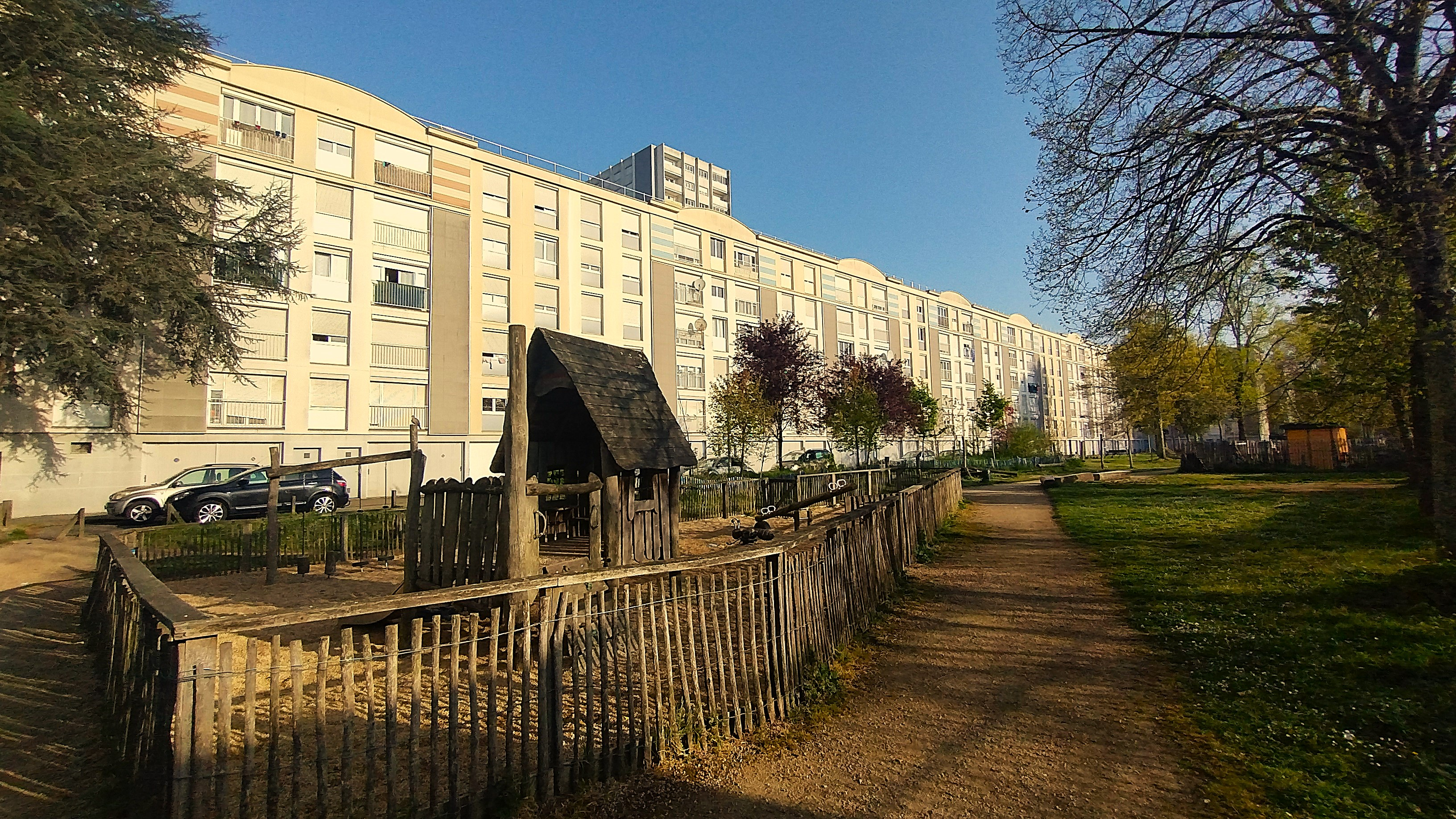
Grand ensemble de Bellevue à Nantes.

En 1954, l'appel de l'Abbé Pierre semble avoir eu l'effet d'un électrochoc sur les pouvoirs publics qui mesure l'importance de la nécessité de construire en masse, rapidement et à moindres coûts. On assiste à la naissance de l'habitation à loyer modéré (HLM), souvent aménagés sous forme de grands ensembles, permettant l'accès de nombreuses familles souvent modestes à un logement.
La loi du 7 août 1957 met en place des « programmes financiers pluriannuels » pour la construction de nouveaux logements mais également pour la démolition des habitats insalubres, incitant les collectivités locales à la rénovation urbaine. Malgré ces mesures, en 1966, la Région parisienne, la Provence et le Nord concentrent encore 90 % des bidonvilles de France où vivent 75 000 personnes.
Un véritable virage politique est effectué en 1964 avec la loi du 14 décembre (dite « loi Debré ») qui autorise les communes à exproprier des terrains afin de remplacer les bidonvilles par des logements.
La loi du 10 juillet 1970, dite « loi Vivien » oblige les propriétaires d'immeubles soit à corriger ce qui rend l'habitation dangereuse pour la santé des habitants, soit à ne plus permettre à des habitants d'occuper le logement irrémédiablement insalubre et dangereux. La collectivité peut en outre, se substituer au propriétaire s'il n'effectue pas les travaux requis. Le relogement des habitants devient une obligation.
Cette loi va s'avérer efficace puisqu'elle définit à la fois les critères du logement insalubre, met en place des moyens de contraintes pour le résorber tout en introduisant un volet social à cette mesure (obligation de reloger les habitants). Cette loi est retenue comme le véritable point de départ d'une lutte massive contre le mal logement.
L’Agence nationale pour l'amélioration de l'habitat (Anah) est créée en 1971. C’est un établissement public administratif ayant pour mission de mettre en œuvre la politique nationale de développement et d’amélioration du parc privé de logements existant.
En 1977 sont créées les opérations programmées d'amélioration de l'habitat (OPAH)  réformant le financement du logement, revenant à l'idée que le marché doit répondre aux besoins des demandes en matière de logement tout en instaurant, encore une fois, un volet social au dispositif. Est organisée alors une régulation des effets du marché par des aides sociales en matière de logement destinées aux plus démunis.
Cette conception libérale de gestion du parc immobilier reste encore aujourd'hui la norme et on tend vers un accroissement des mécanismes sociaux de régulation de ce marché défectueux puisqu'il ne permet pas l'accès à un logement à la tranche la plus fragile de la population française. Ainsi, en 1998 est adoptée une loi contre l'exclusion  et en 2000, la loi relative à la solidarité et au renouvellement urbains (SRU).
En 2001, se crée le Pôle national de lutte contre l’habitat indigne. En 2006, la Loi d’Engagement National pour le Logement (ENL) complète la Loi « Vivien » pour ce qui est des immeubles menaçant ruines. En 2007, une loi instaure le droit au logement opposable (« loi DALO ») et, en 2009, la Loi « Molle » dite de mobilisation pour le logement et la lutte contre l’exclusion est mise en place. Le 23 juin 2011 une loi visant à la résorption de l'habitat indigne dans les départements et régions d'outre-mer et à Saint-Martin entre en vigueur.
En juin 2025, des députés de sept groupes politiques différents, déposent une proposition de loi, pour lutter contre ces «logements bouilloires».

## Les acteurs de la réhabilitation
Les actions visant à la résorption de l’habitat indigne sont menées par divers organes. Ils interviendront à divers stades de la procédure de manière complémentaire. Diverses instances locales vont avoir des rôles différents ayant pour but de permettre à l’État, représenté par le Préfet de département, de mettre en œuvre les actions nécessaires à la lutte contre l’habitat insalubre. Des agences ont également un rôle en matière de lutte contre l’habitat indigne.

### Les instances locales

#### L’Agence régionale de santé et le Service communal d’hygiène et de santé
Le directeur général de l’Agence régionale de santé (ARS) ou le directeur du Service communal d’hygiène et de santé adresse un rapport motivé au préfet lorsqu’il constate l’insalubrité d’un immeuble. Le directeur général établit le rapport soit de sa propre initiative, soit de la saisine du maire, du président de l'établissement public de coopération intercommunale compétent en matière de logement et d'urbanisme, soit à la demande d’un locataire ou d’un occupant de l’immeuble ou de l’un des immeubles concernés.

#### La Commission départementale compétente en matière d'environnement, de risques sanitaires et technologiques
Saisie par le Préfet à la suite du rapport adressé à celui-ci par le Directeur général de l’Agence régionale de santé ou par le directeur du Service communal d’hygiène et de santé, la Commission départementale émet un avis conforme au préfet dans le délai de deux mois. Selon l’article L. 1331-26 du Code de la santé publique, elle donne son avis sur la réalité et les causes de l’insalubrité et sur les mesures propres à y remédier. Il est dit que l’insalubrité est réputée irrémédiable lorsqu’il n’existe aucun moyen technique d’y mettre fin ou lorsque les travaux nécessaires à sa résorption seraient plus coûteux que sa reconstruction.
Il est notifié au propriétaire ou syndicat des copropriétaires la tenue de la réunion de la Commission départementale de risques sanitaires. Celui-ci pourra alors demander à être reçue par elle et à être appelé lors de la visite et constatation des lieux. En revanche, s’il n’en fait pas la demande, il n’y a pas lieu de le convoquer.
La commission a la possibilité de visiter l’immeuble en question, mais elle n’est pas obligée de le faire. Si une visite est faite, le rapport subséquent n’est pas nécessairement contradictoire.
La commission émettra un avis contraire ou conforme au rapport qui lui a été remis par le préfet. Soit l’insalubrité de l’immeuble sera déclarée remédiable, soit elle sera déclarée irrémédiable. Il est important que l’avis de la commission se penche sur les raisons de l’insalubrité de l’immeuble et sur l’éventuelle possibilité de remédier à celle-ci, faute de quoi il pourrait apparaître insuffisamment motivé. Cet avis ne doit pas laisser de doute sur l’immeuble ou les immeubles concernés par la procédure.
La transmission de l’avis au propriétaire de l’immeuble n’est pas obligatoire étant donné qu’aucun texte ne le prévoit. L’avis n’est pas non plus susceptible d’un recours, ce dernier ne pouvant être effectué que contre l’arrêté préfectoral.

#### Le maire et le président de l’établissement public de coopération intercommunale
L’autorité compétente en matière d’injonction de prescription des travaux ou d’interdiction d’habiter étant le préfet sur le fondement de l’article L. 1331-24 du Code de la santé publique, le maire est censé être incompétent, tout juste le pourra-t-il agir en cas d’urgence et de nécessité absolue. Le Code général des collectivités territoriales reconnait un pouvoir de police général au maire, celui-ci pourra agir afin de parer à l’insalubrité d’un immeuble déterminé.
Le maire participera donc à la procédure de déclaration d’insalubrité, même si ses pouvoirs restent limités. Il possédera le pouvoir de déclencher la procédure et parfois de prescrire et de prendre les mesures nécessaires. Mais il pourra aussi de son côté agir directement sur la résorption de l’habitat insalubre grâce à ses pouvoirs en matière de salubrité publique. Il acquerra parfois les immeubles déclarés insalubres au nom de la commune.
Le président de l’EPCI aura parfois les mêmes pouvoirs que le maire, parfois aucun.
Le maire ou le président de l’établissement public de coopération intercommunale peut saisir le directeur général de l’Agence régionale de santé pour que celui-ci adresse un rapport motivé au préfet concernant un bâtiment qu’il considère insalubre. Il doit alors, selon l’article 1331-26 du Code de la santé publique, fournir un plan parcellaire de l'immeuble avec l'indication des noms des propriétaires tels qu'ils figurent au fichier immobilier de la conservation des hypothèques. Il en va de même s’il s’agit d’un îlot ou d’un groupe d’îlots, mais le maire ou le président de l’EPCI devra aussi fournir, si l’objet de la saisine est d’en faciliter l’assainissement ou l’aménagement, le projet d’assainissement ou d’aménagement correspondant.
Au nom de l’État, le maire peut à tout moment prescrire des mesures nécessaires pour empêcher l’accès et l’usage de l’immeuble déclaré irrémédiablement insalubre au fur et à mesure de son évacuation.
Selon l’article L. 1331-29 du Code de la santé publique, le maire peut, au nom de l’État, réaliser d'office les mesures destinées à écarter les dangers immédiats pour la santé et la sécurité des occupants ou des voisins sur un immeuble ayant fait l’objet d’une déclaration d’insalubrité irrémédiable. Il a également le pouvoir de procéder à la démolition prescrite sur ordonnance du juge statuant en la forme des référés à sa demande. Une démolition effectuée à la suite d’un arrêté préfectoral légal et d’un référé prévoyant l’expulsion des habitants ne sera pas constitutive d’une voie de fait.
En cas d’inexécution de mesures prescrites portant sur les parties communes d’un immeuble en copropriété résultant de la défaillance de certains copropriétaires, la commune peut s’y substituer pour les sommes exigibles. L’article L. 1331-29 dispose qu’elle sera alors subrogée dans les droits et actions du syndicat à concurrence des sommes qu’elle a versée. Si le maire réalise d’office ces mesures, la commune avance les frais. Les créances qui n'ont pu être recouvrées par la commune sont mises à la charge de l'État ou d'une personne publique s'y substituant, alors subrogée dans les obligations et droits de celui-ci.
Les articles L. 2212-1 et suivants du Code général des collectivités territoriales confèrent au maire des pouvoirs de police générale. En parallèle l’article L. 1311-2 du Code de la santé publique lui offre un pouvoir de police spéciale pour l’exécution du règlement sanitaire départemental.
L’article L. 1311-1 du Code la santé publique prévoit que des décrets en Conseil d’État fixent les règles générales d'hygiène et toutes autres mesures propres à préserver la santé de l'homme, notamment en matière de salubrité des habitations. Mais l’article suivant précise que ces décrets peuvent être complétés par des arrêtés du représentant de l'État dans le département ou par des arrêtés du maire ayant pour objet d'édicter des dispositions particulières en vue d'assurer la protection de la santé publique dans le département ou la commune. En cas de non-publication de ces décrets, le règlement sanitaire départemental sera applicable. Ainsi, le maire pourra intervenir pour veiller à l'application de la réglementation en matière d'hygiène publique et notamment à l'application du règlement sanitaire départemental. Il prendra alors des mesures pour faire respecter celui-ci, notamment en matière de logements insalubres.
Pour mettre fin à l’insalubrité d’un immeuble au titre de ses pouvoirs en matière de salubrité publique, le maire pourra procéder par deux moyens distincts. Il a tout d’abord la possibilité d’adresser une injonction à un propriétaire, qui devra mettre fin à l’état d’insalubrité de la façon de son choix. Cependant, il s’agit d’une obligation de résultat. À côté de cela, le maire peut aussi choisir de prescrire à la personne visée des travaux précis desquels celle-ci ne pourra se délier. Dans ces deux cas, le maire peut, ou non, se baser sur les dispositions du règlement sanitaire départemental.
Il est également possible pour le maire de faire acquérir par la commune des immeubles déclarés insalubres dans le but de les réhabiliter. Deux procédures sont offertes au maire pour mettre en œuvre cette faculté.
Tout d’abord peut être effectuée une opération de résorption de l’habitat insalubre, les communes étant compétentes en la matière. Dans le cas d’un immeuble déclaré insalubre irrémédiable, celles-ci pourront même bénéficier d’une subvention de l’État. Une circulaire du 5 mai 2003 prévoit sa mise en œuvre et son financement. Celle-ci constitue la suite opérationnelle du traitement de l'insalubrité irrémédiable dont les mécanismes opérationnels et financiers s'appuient sur un dispositif spécifique issu de la loi du 10 juillet 1970 . L’objectif de ces opérations de résorption de l’habitat insalubre est social puisqu’il concerne la protection, le relogement et l’amélioration des conditions de vie des habitants. Elles restent cependant fortement dépendantes de la volonté de l’État, puisque ses subventions en la matière sont loin d’être négligeables. Cette opération se fait en général par une déclaration d’utilité publique. Elle est en règle générale prévue en commun avec une action globale de résorption de l’insalubrité d’un quartier déterminé.
Ensuite, l’acquisition d’un immeuble déclaré insalubre peut aussi se faire par application de l’article 14 de la loi Vivien qui prévoit, à l’issue d’une procédure simplifiée, l’affectation, à titre précaire, de terrains expropriés à la construction de logements provisoires et de leurs annexes. La durée de l’utilisation de ceux-ci ne pourra excéder huit ans à compter de l’ordonnance d’expropriation. Si cette procédure peut, entre autres, être destinée à une commune, ce n’est pas le maire qui la met en œuvre, mais le Préfet.

### L'intervention du préfet
Le préfet est d’abord compétent en ce qui concerne la procédure spéciale, codifiée à l’article L. 1331-24 du Code de la santé publique. Elle prévoit une injonction individuelle. Ainsi, l’utilisation de locaux ou installations présentant un danger pour la santé ou la sécurité de leurs occupants confère au représentant de l’État, donc le préfet, la possibilité d’enjoindre à la personne qui a mis ces locaux ou installations à disposition ou à celle qui en a l'usage de rendre leur utilisation conforme aux prescriptions qu'il édicte dans le délai qu'il fixe. Il devra auparavant consulter la Commission départementale compétente en matière d'environnement, de risques sanitaires ou technologiques. S’il assortit son injonction d’une interdiction définitive ou temporaire d'habiter, la personne ayant mis ces locaux à disposition est tenue d'assurer l'hébergement ou le relogement des occupants. Si l’injonction n’est pas respectée, le Préfet prend toute mesure nécessaire, aux frais de cette personne. Ce pouvoir d’injonction n’est pas un acte règlementaire, et il ne fait pas double emploi avec lui.
Cette procédure spéciale est distincte de la procédure générale de constat d’insalubrité, prévue aux articles L. 1331-26 et suivants du Code de la santé publique. Aux termes de celle-ci, le Préfet sera tenu de transmettre le rapport duquel il a été saisi à la commission départementale compétente, d’informer les personnes concernées, de prendre acte des conséquences d’un danger imminent, de suivre l’avis de la commission ou de saisir le ministre chargé de la santé et enfin de tirer les conséquences de l’exécution ou de l’inexécution par le propriétaire de son arrêté.
Transmission du rapport
Par application de l’article L. 1331-26 du code de la santé publique lorsque le préfet est saisi d’un rapport motivé du directeur général de l’agence régionale de santé ou, par application du troisième alinéa de l’article L. 1422-1 du Code de la santé publique, du directeur du service communal d’hygiène et de santé, d’un rapport motivé concluant à l’insalubrité d’un immeuble ou d’un groupe d’immeuble, celui-ci sollicite l’avis de la Commission départementale compétente en matière d’environnement, de risques sanitaires et technologiques dans le délai de deux mois. Sans cette consultation, il y aurait un vice de procédure . Il peut s’agir d’un immeuble seul, bâti ou non, vacant ou non, attenant ou non à la voie publique. Il peut aussi s’agir d’un groupe d’immeubles, d’un îlot ou d’un groupe d’îlots.
Ce rapport est obligatoire : un préfet qui saisirait la commission sans le transmettre entacherait la procédure de nullité.
Information aux personnes concernées
L’article L. 1331-27 dispose que « Le représentant de l'État dans le département avise les propriétaires, tels qu'ils figurent au fichier immobilier de la conservation des hypothèques, au moins trente jours à l'avance de la tenue de la réunion de la commission départementale compétente en matière d'environnement, de risques sanitaires et technologiques et de la faculté qu'ils ont de produire dans ce délai leurs observations. Il avise également, dans la mesure où ils sont connus, les titulaires de droits réels immobiliers sur les locaux, les titulaires de parts donnant droit à l'attribution ou à la jouissance en propriété des locaux, les occupants et, en cas d'immeuble d'hébergement, l'exploitant ». Si l’adresse de ces personnes n’est pas connue ou que leur identité n’est pas identifiée, la notification sera affichée à la mairie de la commune dans les mêmes délais. En cas d’insalubrité ne concernant que les parties communes d’un immeuble en copropriété, le préfet ne notifiera de la réunion que le seul syndicat des copropriétaires. Ces personnes peuvent désigner un mandataire pour les représenter. Celui-ci peut être ou non un avocat.
Le défaut de notification aux personnes concernées rendrait la procédure nulle.
Conséquences du danger imminent
Si à cause de l’insalubrité, le rapport fait apparaître un danger imminent pour la santé ou la sécurité des occupants, le représentant de l’État doit mettre en demeure le propriétaire de prendre les mesures propres à faire cesser ce danger dans un délai qu'il fixe. Il peut assortir ceci d’une interdiction temporaire d’habiter. L’article L. 1331-26-1 poursuit que le préfet procède au constat des mesures prises en exécution de la mise en demeure. Si cela n’a pas été fait, il procède à leur exécution d’office. Si le propriétaire a effectivement réalisé les travaux permettant de mettre fin à toute insalubrité, le préfet en prend acte.
Conséquences de l’avis de la Commission
En cas d’avis contraire de la Commission au rapport que le Préfet  a transmis, celui-ci peut saisir le ministre chargé de la santé en lui transmettant le dossier. Il saisira le Haut Conseil de la santé publique, qui remplace dans ce cas la Commission départementale de risques sanitaires.
Selon l’article L. 1331-28 du Code de la santé publique, « Lorsque la commission ou le haut conseil conclut à l'impossibilité de remédier à l'insalubrité, le représentant de l'État dans le département déclare l'immeuble insalubre à titre irrémédiable, prononce l'interdiction définitive d'habiter et, le cas échéant, d'utiliser les lieux et précise, sur avis de la commission, la date d'effet de cette interdiction, qui ne peut être fixée au-delà d'un an. Il peut également ordonner la démolition de l'immeuble ». Il s’agit bien de remédier à l’insalubrité de l’immeuble, sa vétusté n’est ici pas en cause.
L’arrêté du Préfet serait également illégal s’il visait un immeuble non pas insalubre mais gravement endommagé. Le Préfet pourra prescrire toutes mesures nécessaires pour empêcher l’accès ou l’usage de l’immeuble au fur et à mesure de son évacuation. Ces mesures pourront être exécutées d’office. Bien que d’anciennes dispositions de cet article prévoyaient que le maire avait un mois pour prendre un arrêté après l’avis de la commission, il peut le faire au-delà . L’arrêté d’insalubrité irrémédiable de l’immeuble ne peut pas se concrétiser autrement que par l’interdiction d’habiter les lieux  et ne rend pas obligatoire la destruction de l’immeuble.
« Lorsque la commission ou le Haut conseil conclut à la possibilité de remédier à l'insalubrité, le représentant de l'État dans le département prescrit les mesures adéquates ainsi que le délai imparti pour leur réalisation sur avis de la Commission ou du Haut conseil et prononce, s'il y a lieu, l'interdiction temporaire d'habiter et, le cas échéant, d'utiliser les lieux ». L’article L. 1334-2 prévoit le risque d’intoxication par le plomb. Pourront également être comprises des mesures nécessaires pour y remédier, tout comme pourra être prévue l'installation des éléments d'équipement nécessaires à un local à usage d'habitation.
En cas d’interdiction définitive ou temporaire d’habiter les lieux par le Préfet, l’arrêté précise la date à laquelle le propriétaire ou l'exploitant de locaux d'hébergement doit l'avoir informé de l'offre de relogement ou d'hébergement qu'il a faite.
En cas d’avis de la Commission validant les conclusions du rapport du Directeur de l’Agence régionale de santé ou du Directeur du Service communal d’hygiène et de santé, le Préfet est tenu de prendre un arrêté d’insalubrité. Il s’agit donc d’un avis conforme. Le Préfet devra exécuter les dispositions prescrites par la Commission. Aux termes des dispositions de l’article L. 1331-28-1, l’arrêté doit être notifié aux personnes visées à l’article L. 1331-27, alinéa premier. Même si l’insalubrité est due à un locataire et non au propriétaire de l’immeuble, ce dernier est tenu d’exécuter les dispositions prescrites par l’arrêté préfectoral. Si cela concerne les parties communes d’une copropriété, seul devra être informé le syndicat des copropriétaires qui aura lui la charge d’en informer les copropriétaires. Le Préfet transmet l’arrêté, entre autres, au maire, au Président de l’EPCI compétent et au Procureur de la République. L’arrêté d’insalubrité sera publié par le préfet à la conservation des hypothèques ou au libre foncier dont dépend l’immeuble, ceci aux frais du propriétaire.
Il est possible que le propriétaire ou que l’occupant de l’immeuble fasse un recours devant le tribunal administratif. Faire appel au juge n’est possible qu’a l’encontre de l’arrêté préfectoral et non à l’encontre des actes antérieurs comme le rapport transmis ou Préfet ou l’avis de la Commission. Cela vise à ne pas complexifier davantage la procédure de déclaration d’insalubrité. Si le juge administratif peut annuler l’arrêté du Préfet, il ne peut en revanche pas le modifier. Le Conseil d'État ne se déclare pas compétent pour juger de la façon irrémédiable de l’insalubrité.
Un référé suspension à l’encontre de l’arrêté préfectoral est envisageable. Le juge vérifiera si les mesures prescrites par l’arrêté ne sont pas incompatibles avec une saine gestion financière de l’immeuble et que les charges pesant sur le propriétaire ne sont pas manifestement disproportionnées et excessives . Bien que l’ancien article L. 28 du Code de la santé publique laissait la possibilité de faire exécuter les travaux par les propriétaires, les usufruitiers, les usagers ou les occupants, le Conseil d’État considère comme légal le fait que le propriétaire soit seul amené à effectuer les travaux d’assainissement.
L’arrêté du Préfet doit se limiter à prescrire des travaux d’assainissement. Il ne pourra pas ordonner une réfection complète de l’édifice ou des travaux destinés à l’agrément ou à la commodité des occupants. L’arrêté de prescription de travaux ne peut pas non plus avoir pour objet d’embellir l’immeuble. L’arrêté d’insalubrité doit prescrire les travaux strictement nécessaires à la réhabilitation du logement insalubre. Le préfet ne doit donc obliger le propriétaire qu’au minimum de travaux nécessaires. Il y a impossibilité pour le préfet de remédier à l’insalubrité lorsque les travaux nécessitent de toucher au gros œuvre et à l’économie de l’immeuble. Il n’a pas le pouvoir légal de procéder autrement. Le préfet peut prescrire un type de travaux déterminé, mais seulement s’il n’y a pas d’autres moyens de remédier à l’insalubrité de l’édifice.
S’il y a une impossibilité technique d’exécution qui rend les travaux irréalisables, l’arrêté du préfet est illégal . Même chose si la charge incombant au propriétaire est hors de proportion avec la valeur de l’immeuble. Les travaux prescrits par l’arrêté doivent être conformes aux besoins spécifiques visant à remédier à la salubrité de l’immeuble. En cas contraire, il sera déclaré illégal par le juge administratif . La volonté de détruire un bâtiment vétuste isolé, même si elle s’accompagne de désamiantage et de suppression de cuves en sous-sol, ne peut être regardée comme une action ou opération de lutte contre l’insalubrité. Si un propriétaire désire détruire l’immeuble vétuste, le préfet ne peut obliger celui-ci à effectuer des travaux visant à réhabiliter l’immeuble, même si cela vise à assurer le relogement des locataires expulsés.
Conséquences de l’exécution ou de l’inexécution de l’arrêté
L’article L. 1331-28-2 dispose que « Si, à l'expiration du délai imparti par l'arrêté pour le départ des occupants, les locaux ne sont pas libérés, faute pour le propriétaire ou l'exploitant qui a satisfait à l'obligation de présenter l'offre de relogement prévue par le II de l'article L. 521-3-1 du code de la construction et de l'habitation d'avoir engagé une action aux fins d'expulsion, le représentant de l'État dans le département peut exercer cette action aux frais du propriétaire ».
Le représentant de l’État constate l’exécution et la conformité aux prescriptions de l’arrêté des mesures destinées à remédier à l’insalubrité. Il prononce la mainlevée de l’arrêté et, si cela est nécessaire, celle d’habiter et d’utiliser les lieux. Si des travaux effectués sur un immeuble dont l’insalubrité avait été déclaré irrémédiable ont permis de mettre finalement fin à cette insalubrité, le préfet prend un nouvel arrêté levant ainsi l’insalubrité irrémédiable de celui-ci.
Selon l’article L. 1331-29, si l'inexécution de mesures prescrites portant sur les parties communes d'un immeuble en copropriété résulte de la défaillance de certains copropriétaires, le préfet peut au nom de l’État se substituer à ceux-ci pour les sommes exigibles à la date votée par l'assemblée générale des copropriétaires. L’État est alors subrogé dans les droits et actions du syndicat à concurrence des sommes qu’il a versées.

### Le rôle de l'Agence nationale de l'habitat
Créée  en  1971, l'Anah  est un établissement public d’État. Elle est administrée concurremment par l’État, les partenaires sociaux et les collectivités territoriales.
Elle a pour mission, dans le respect des objectifs définis à l'article L. 301-1 du Code de la Construction et de l’Habitation, de promouvoir le développement et la qualité du parc existant de logements privés et de lutter contre l’habitat indigne. À cet effet, elle encourage les propriétaires de logements, à réaliser des travaux de réparation, d'assainissement, et d'adaptation d'immeubles d'habitation. Elle peut également mener des actions d'assistance, d'étude ou de communication ayant pour objet d'améliorer la connaissance du parc privé existant. 

## Les moyens techniques
Les pouvoirs publics peuvent avoir recours à plusieurs techniques de résorption de l'habitat insalubre tels que l'opération programmée d'amélioration de l'habitat, la zone d'aménagement concerté et enfin l'expropriation.

### Les opérations programmées d'amélioration de l'habitat
Depuis 1977, la création des opérations programmées d'amélioration de l'habitat (OPAH) est le reflet de la tournure « humanitaire » que prennent les politiques publiques de lutte contre le logement insalubre.
Bien qu'étant incitatives, les OPAH permettent de créer des conditions favorables à la réalisation de travaux sur les logements ou sur les parties communes d’immeubles par les propriétaires. Elles offrent à ces derniers la possibilité d'obtenir des aides financières pour des travaux de réhabilitation réalisés par des professionnels. Les OPAH sont menées par les communes en partenariat avec l’État et l’Agence nationale de l’habitat (Anah).
Les travaux subventionnés par les OPAH concernent donc les installations des éléments de confort, la mise aux normes ainsi que  l’amélioration de la sécurité et de la salubrité du logement. Ils concernent également l’amélioration des parties communes de l’immeuble et leur consolidation.
Bien que la résorption du logement insalubre soit un objectif d'intérêt national et concerne donc l'ensemble du territoire français, les communes ont été déterminées comme l'échelon le plus à même de mener à bien ces opérations. L’État reste en retrait.
Il ne s'agit pas ici d'imposer la toute-puissance publique aux propriétaires en ayant recours à une procédure aussi brutale que l'expropriation, mais d'introduire une dose de pédagogie en favorisant notamment les actions d'amélioration à l'initiative des propriétaires privés. Ceux-ci interviennent personnellement dans la politique menée par la commune en matière de logement.
Par l’utilisation de tout un ensemble de moyens humains et financiers, les OPAH  visent  à promouvoir une démarche globale à l'échelle d'un quartier ou d’une commune. L'importance des études préalables, ainsi que sur le suivi et la mise en place des opérations sont privilégiés.
Ainsi au titre des moyens utilisés, le Fonds d'aménagement urbain (FAU), créé en 1977 encourage cette dynamique, en permettant la prise en compte des aspects fonciers mais également socio-urbains de la réhabilitation de l’habitat insalubre, et ce par l’usage de différentes lignes budgétaires spécifiques.
L’État permet aux communes de prendre en charge les actions extérieures aux logements telles que l’aménagement d'espaces publics ou encore la construction d'équipements. Les aides versées par la puissance publique pour contribuer à l'amélioration de l'habitat, s'adressent désormais aussi bien aux propriétaires occupants qu’aux propriétaires bailleurs de telle sorte que si leurs ressources sont insuffisantes, ces derniers se voient gratifiés d’une prime étatique correspondant à 50 % du montant total des travaux réalisés.
Les collectivités locales ont misé sur ce système d'aides au logement pour favoriser la réhabilitation du patrimoine privé : en 35 ans, plus de 7 000 OPAH ont été effectuées et près de 2 000 sont en cours de réalisation.

### Les zones d'aménagement concerté
Les zones d’aménagement concerté (ZAC) sont définies par l’article L. 311-1 du Code de l’urbanisme comme des zones à l’intérieur desquelles une collectivité publique ou un établissement public y ayant vocation décide d’intervenir pour réaliser ou faire réaliser l’aménagent des terrains, notamment de ceux que cette collectivité ou cet établissement a acquis ou acquerra en vue de les céder ou de les concéder ultérieurement à des utilisateurs publics ou privés.
Le conseil municipal ou l’organe délibérant de l’établissement public de coopération intercommunale (EPCI) en approuvent le périmètre et le programme. Le préfet peut lui aussi créer des ZAC situées en tout ou partie à l’intérieur d’un périmètre d’opération d'intérêt national, après avis du conseil municipal des communes concernées ou de l’organe délibérant de l’EPCI compétent. Ce sont alors des ZAC réalisées à l’initiative de l’État, des régions, des départements ou de leurs établissements publics ou concessionnaires.
La compétence est reconnue aux diverses collectivités dès lors que la zone est d’intérêt communautaire. Les collectivités, qui ont compétence en matière de création et de réalisation des ZAC, ne sont en revanche pas habilitées à les aménager et à les gérer. Une zone d'aménagement concerté d’intérêt communautaire voit sa compétence en matière de droit de préemption déléguée, des communes aux communautés d’agglomération.
Cette procédure de zone d’aménagement concerté fait partie des solutions qui peuvent être retenues par les collectivités publiques dans leur politique de résorption de l’habitat insalubre. Elle est utilisée dans les secteurs urbains, principalement sur des zones assez vastes recouvrant plusieurs hectares. Elle permet des opérations globales sur des espaces dont on maîtrise le foncier.
En matière de friches, la réaffectation sur le terrain libéré peut être totale. Elle implique alors une mixité fonctionnelle et sociale . De très nombreux exemples de ce type apparaissent en proche banlieue de Paris, comme à Montrouge ou au Pré-Saint-Gervais.
Une procédure de zone d’aménagement concerté peut aussi être menée dans de vieux quartiers dégradés. La collectivité souhaitant engager un tel changement dans un quartier se heurtera souvent à l’hostilité de la population locale et des associations de quartiers qui, bien que vivant dans des conditions matérielles et sociales difficiles, restent attachées à leur environnement quotidien. La collectivité, via la procédure de ZAC, cherchera en général, dans ces conditions, un compromis. Cela s’est ainsi concrétisé dans les années 1990 avec le projet d’une zone d’aménagement concerté dans le quartier parisien du Bas-Belleville. Face aux oppositions auxquelles elle a fait face, la ville de Paris a finalement choisi un programme d’intervention douce, une procédure d’OPAH.
La création d’une zone d’aménagement concerté pourra être facilitée par la possibilité d’expropriation par les collectivités publiques d’immeubles insalubres. Ceci est prévue par la loi dite Vivien du 10 juillet 1970 tendant à faciliter la suppression de l’habitat insalubre . Ainsi, l’article 13 de celle-ci, modifié par une loi de 2006, prévoit la possibilité d’être poursuivie au profit de l’État, d'une société de construction dans laquelle l'État détient la majorité du capital, d'une collectivité territoriale, d'un organisme y ayant vocation ou d'un concessionnaire d'une opération d'aménagement visé à l'article L. 300-4 du Code de l'urbanisme, l’expropriation de plusieurs types d’immeubles. Il s’agit des immeubles déclarés insalubres à titre irrémédiable, des immeubles à usage total ou partiel d'habitation, ayant fait l'objet d'un arrêté de péril et, à titre exceptionnel, des immeubles qui ne sont eux-mêmes ni insalubres, ni impropres à l'habitation, lorsque leur expropriation est indispensable à la démolition d'immeubles insalubres ou d'immeubles menaçant ruine, ainsi que des terrains où sont situés les immeubles déclarés insalubres ou menaçant ruine lorsque leur acquisition est nécessaire à la résorption de l'habitat insalubre, alors même qu'y seraient également implantés des bâtiments non insalubres ou ne menaçant pas ruine.
Cette possibilité d’exproprier les immeubles insalubres et les immeubles non insalubres mais dont l’expropriation est nécessaire pour résorber l’habitat insalubre peut ainsi permettre à une collectivité publique, si la zone concernée par l’habitat insalubre est d’assez grande taille, de se servir de cette expropriation à grande échelle pour mettre en place une zone d’aménagement concerté qui transformera considérablement le quartier en mettant fin de même manière aux logements insalubres.
Néanmoins, en matière de ZAC, il y a une procédure davantage prévue à cet effet. Pour acquérir les terrains nécessaires, la collectivité devra obtenir une déclaration d’utilité publique. Celle-ci doit être approuvée par arrêté préfectoral ou par décret en Conseil d’État. Toutefois, l’expropriation est indépendante de la procédure de ZAC. Le recours à l'expropriation ne doit avoir qu'un caractère exceptionnel lorsque le programme des constructions prévues dans la zone comprend une part prépondérante de promotion immobilière privative, de bureaux et de logements non aidés. La création d’une ZAC, en elle-même, n’implique pas de droit particulier à exproprier. C’est en partie pourquoi la résorption de l’habitat insalubre peut dans certains cas l’aider dans sa démarche.

### L'expropriation pour cause d'utilité publique
La loi du 10 juillet 1970, dite « Loi Vivien », institue une procédure d’expropriation simplifiée, une expropriation pour cause d’utilité publique d'un nouveau genre, différente de  l'expropriation classique et  modifiant le régime d'indemnisation des expropriés.
Cette procédure autorise en effet l’administration à acquérir par le biais de l’expropriation des immeubles ou terrains déclarés insalubres à titre irrémédiable ou ayant fait l’objet d’un arrêté de péril par l’autorité préfectorale.
Mais l’originalité réside dans le fait qu’elle peut également, à titre exceptionnel et dans le but de résorber l’habitat insalubre, acquérir par la voie de l’expropriation des immeubles n’étant ni insalubres ni impropres à l’habitation à la condition que leur acquisition soit nécessaire à la démolition d’immeubles insalubres ou menaçant ruine, ou encore des terrains sur lesquels sont implantés à la fois des immeubles insalubres et des immeubles non insalubres.
Cette expropriation issue de la loi de 1970 est plus rapide que la procédure de droit commun puisqu'un seul acte est exigé: l'arrêté du préfet déclarant l’expropriation des immeubles irrémédiablement insalubres sans enquête préalable ou enquête parcellaire. Ce même arrêté prononce alors la cessibilité des immeubles, fixe le montant de l’indemnité provisionnelle allouée aux propriétaires et autorise l’expropriant à prendre possession des lieux.
Même si ces expropriations sont justifiées par l'intérêt général, une difficulté se pose quant aux conditions d’indemnisation particulières des expropriés. Ainsi les conditions d’indemnisation s'avèrent être moins avantageuses que celles offertes par l’expropriation de droit commun.
Pour cause, la méthode de la « récupération foncière » consiste à évaluer les biens en fonction du caractère impropre à l'habitation des locaux et installations concernées, au vu de la valeur du terrain nu, déduction faite des frais entraînés par leur démolition.
Cette méthode nourris alors un contentieux abondant  car les propriétaires s'estiment dans la majorité des cas lésés du fait du montant insuffisant de l'indemnité allouée.
Par ailleurs, il a été jugé par le Conseil d’État que l’objectif de la réhabilitation de l’habitat de la loi de 1970 est d’intérêt général. Elle remplit le critère d'utilité publique de l'expropriation, autorisant ainsi les pouvoirs publics à verser à l'exproprié une somme inférieure à la pleine valeur marchande du bien.
Quant à la constitutionnalité de cette même loi, le Conseil constitutionnel a récemment affirmé que les dispositions en question n'étaient aucunement contraires à l'article 17 de la Déclaration de 1789, l'objectif d'intérêt général de la réhabilitation du logement insalubre justifiant les atteintes faites au droit de propriété.
Néanmoins, le risque contentieux auquel s'expose les autorités publiques nous laisse penser qu'il serait préférable pour ces dernières d'avoir recours à l'expropriation de droit commun pour les opérations de réhabilitation qui concernent une zone où se trouvent à la fois habitations insalubres et habitations non insalubres.
René Hostiou soulignait, à  propos de l'arrêt de la Cour de cassation sur les dispositions de la circulaire n° UHC/IUH 48 no 2003-31 en date du 5 mai 2003, que pouvaient être également expropriés en application de la loi Vivien les immeubles « non insalubres irrémédiables » (sic) dont la démolition est « nécessaire à celle des immeubles irrémédiables ». Il affirmait également que « pour des raisons de droit des propriétaires et de risque de contentieux », il était conseillé dans ce cas de recourir à l'expropriation de droit commun (avec enquête publique et enquête parcellaire), et ajoutait que par ailleurs, le cas échéant, l'acquisition et l'expropriation pour des raisons opérationnelles de terrains contigus ou d'immeubles salubres ou « insalubres remédiables » ne pouvaient être réalisées qu'après enquête publique et DUP de droit commun. Ainsi, était-il précisé dans ladite circulaire que lorsque « le projet impose l'expropriation d'une parcelle supportant des immeubles insalubres irrémédiables et des immeubles salubres ou insalubres remédiables, ou des immeubles à usage autre que l'habitation », il convenait «« d'exproprier après déclaration d'utilité publique de droit commun l'ensemble des terrains et immeubles nécessaires à l'opération ».
Deux procédures d'expropriation sont donc envisageables par les pouvoirs publics mais toutes deux présentent certains inconvénients : l'expropriation de droit commun est juridiquement « sûre » puisqu'elle exige un formalisme important rallongeant la procédure (enquête préalable et enquête parcellaire, multiplication des actes nécessaire à chaque étape de la procédure), tandis que la forme spéciale d'expropriation mis en place en 1970 permet une certaine rapidité dans le déroulement de la procédure mais expose l'autorité à l'origine de l'expropriation à un risque contentieux non négligeable.
À Marseille, à la suite des effondrements des immeubles de la rue d'Aubagne et de diverses expropriations liées aux risques, un jeu de sensibilisation à la question a été créé, le Taudis-Poly.